# Great Barrier Reef
Das Great Barrier Reef (wörtlich übersetzt: Großes Barriereriff, Großes Barrierriff) vor der Nordostküste Australiens ist die größte zusammenhängende Ansammlung von über 2900 einzelnen Korallenriffen der Erde. Im Jahr 1981 wurde es von der UNESCO zum Weltnaturerbe erklärt und es wird auch als eines der sieben Weltwunder der Natur bezeichnet.
Das Great Barrier Reef erstreckt sich nordöstlich an der Ostküste des Bundesstaates Queensland im Korallenmeer von der Torres-Straße bis zur Lady-Elliot-Insel, die etwa 75 Kilometer nordöstlich von Bundaberg liegt. Es ist im Laufe seiner Evolution auf eine Länge von gut 2300 Kilometern angewachsen und erreicht damit eine Ausdehnung vom 10. bis zum 24. südlichen Breitengrad. Als erste Europäer erblickte die Besatzung der HMS Endeavour unter dem Kommando des britischen Seefahrers James Cook das Great Barrier Reef, als er während seiner ersten Südseereise (1768–1771) von der Botany Bay kommend mit seinem Schiff entlang der Ostküste Australiens segelte und auf der Höhe des Cape Tribulation am 11. Juni 1770 auf Grund lief.
Das Riff verläuft am östlichen Rand des australischen Kontinentalsockels. Es liegt zwischen 30 Kilometern (bei Cairns) und rund 250 Kilometern (bei Gladstone) von der fast parallel verlaufenden australischen Ostküste entfernt. In den Gewässern des Great Barrier Reefs liegen ca. 1000 Inseln, wie z. B. die Whitsunday Islands oder das Dunk Island, und zahlreiche Sandbänke. Die Fläche des Great Barrier Reef beträgt etwa 347.800 km² und es kann mit bloßem Auge vom Weltraum aus gesehen werden.
Das Great Barrier Reef hatte 2020 laut mehreren in der PNAS veröffentlichten Studien mehr als die Hälfte seiner Korallen aufgrund hoher Wassertemperaturen infolge der globalen Erwärmung verloren. Ein Langzeitbericht des Australian Institute of Marine Science (AIMS) aus dem Jahr 2025 dokumentiert nach der massiven Bleiche im Sommer 2023/24 die größten jährlichen Rückgänge der Hartkorallenbedeckung seit Beginn der Messungen (1986): Im Norden sank die durchschnittliche Bedeckung von 39,8 % (2024) auf 30,0 % (2025), im Zentrum von 33,2 % auf 28,6 % und im Süden von 38,9 % auf 26,9 %. Insgesamt wurden 124 Riffe zwischen August 2024 und Mai 2025 erfasst; 48 % verzeichneten Rückgänge, 42 % blieben stabil und 10 % nahmen zu.
Mit Stand März 2024 litt das Riff zum fünften Mal seit 2016 und zum siebten Mal seit 1998 an einem großflächigen Korallenbleiche-Ereignis. Ursache der Bleiche sind gestiegene Meerestemperaturen; sie sind eine Folge der globalen Erwärmung und wurden teils durch El-Ninos weiter verstärkt. Die Bleiche verlangsamt Wachstum und Vermehrung und begünstigt häufigere Krankheiten der Korallen. Die durchschnittliche Meerwassertemperatur in der Region ist rund 1,5 °C höher als vor 150 Jahren. Der AIMS-Bericht aus dem Jahr 2025 hält fest, dass die Bleiche 2023/24 die bisher „räumlich ausgedehnteste und schwerste“ auf dem GBR war und Teil des im April 2024 von NOAA und ICRI ausgerufenen vierten globalen Korallenbleiche-Ereignisses. Für 2025 verzeichnet AIMS außerdem eine weitere, sechste Bleiche seit 2016, die vor allem den Norden betraf; deren Auswirkungen auf die Bedeckung werden im nächsten Jahresbericht bilanziert.

## Klima
Das Riff liegt komplett in den Tropen und im Durchzugsgebiet südpazifischer Zyklone. Die Zyklon-Saison dauert von Oktober bis März, regenreich ist besonders der Herbst (Februar/März). Die monatliche Niederschlagsmenge reicht dann von 215 mm in Rockhampton im Süden des Riffs über 350 mm in Mackay und Townsville bis zu 525 mm in Cairns und auf der Kap-York-Halbinsel. Trocken ist es in diesem Gebiet zwischen März und Oktober.

## Aufbau

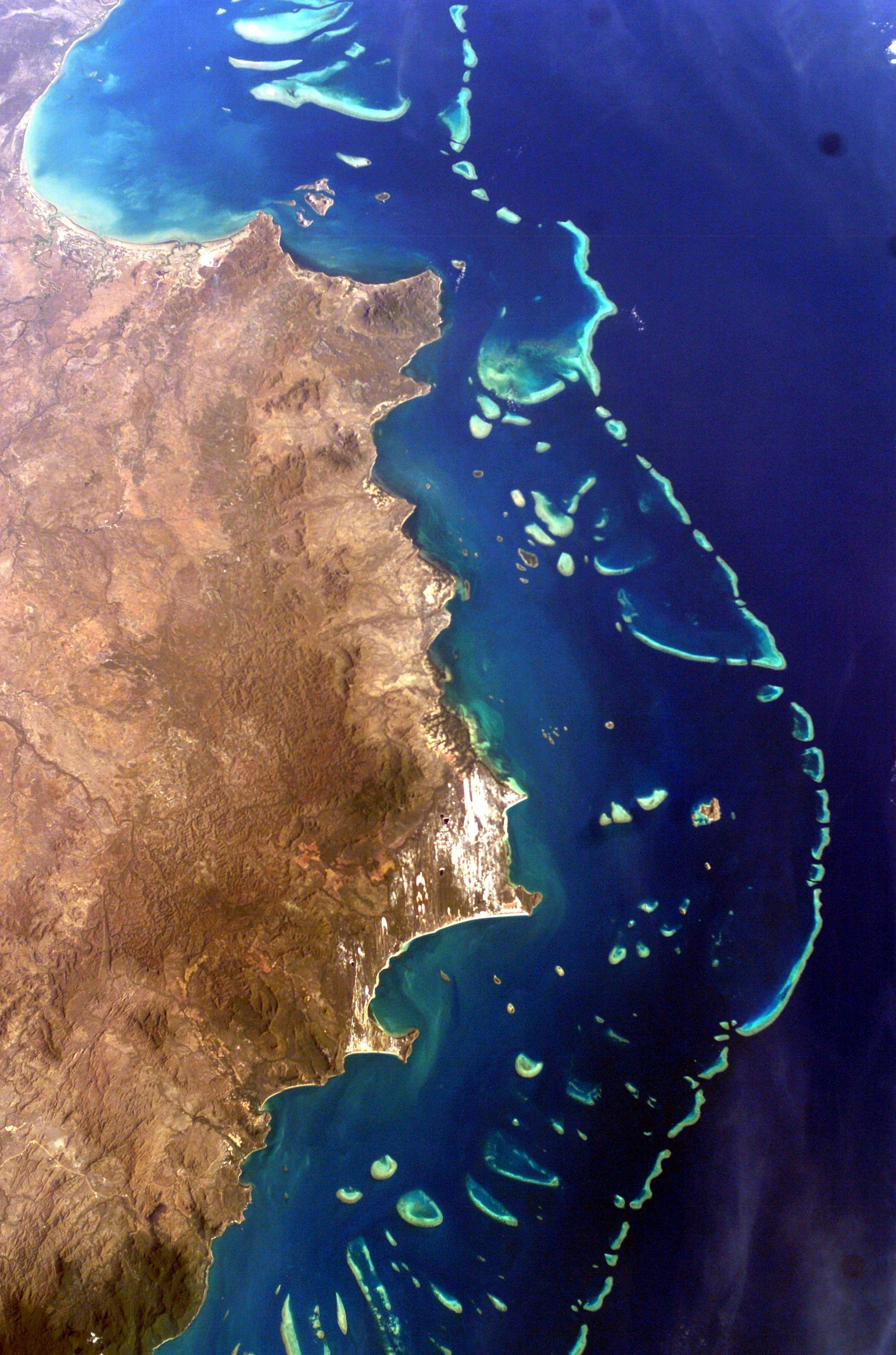
Satellitenfoto, Norden ist auf dem Bild rechts

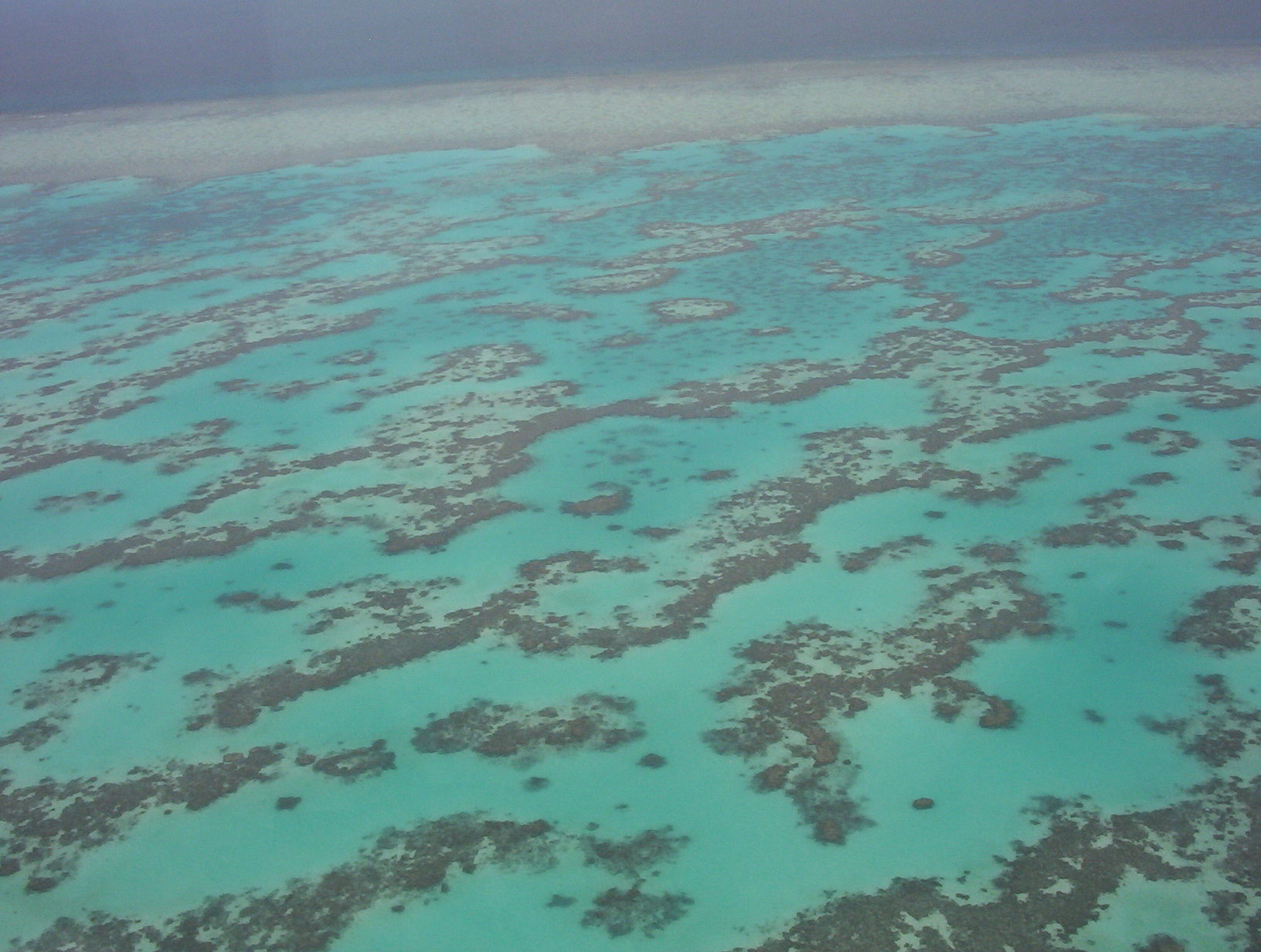
Aufnahme des Meeresbodens im Great Barrier Reef aus einem Helikopter

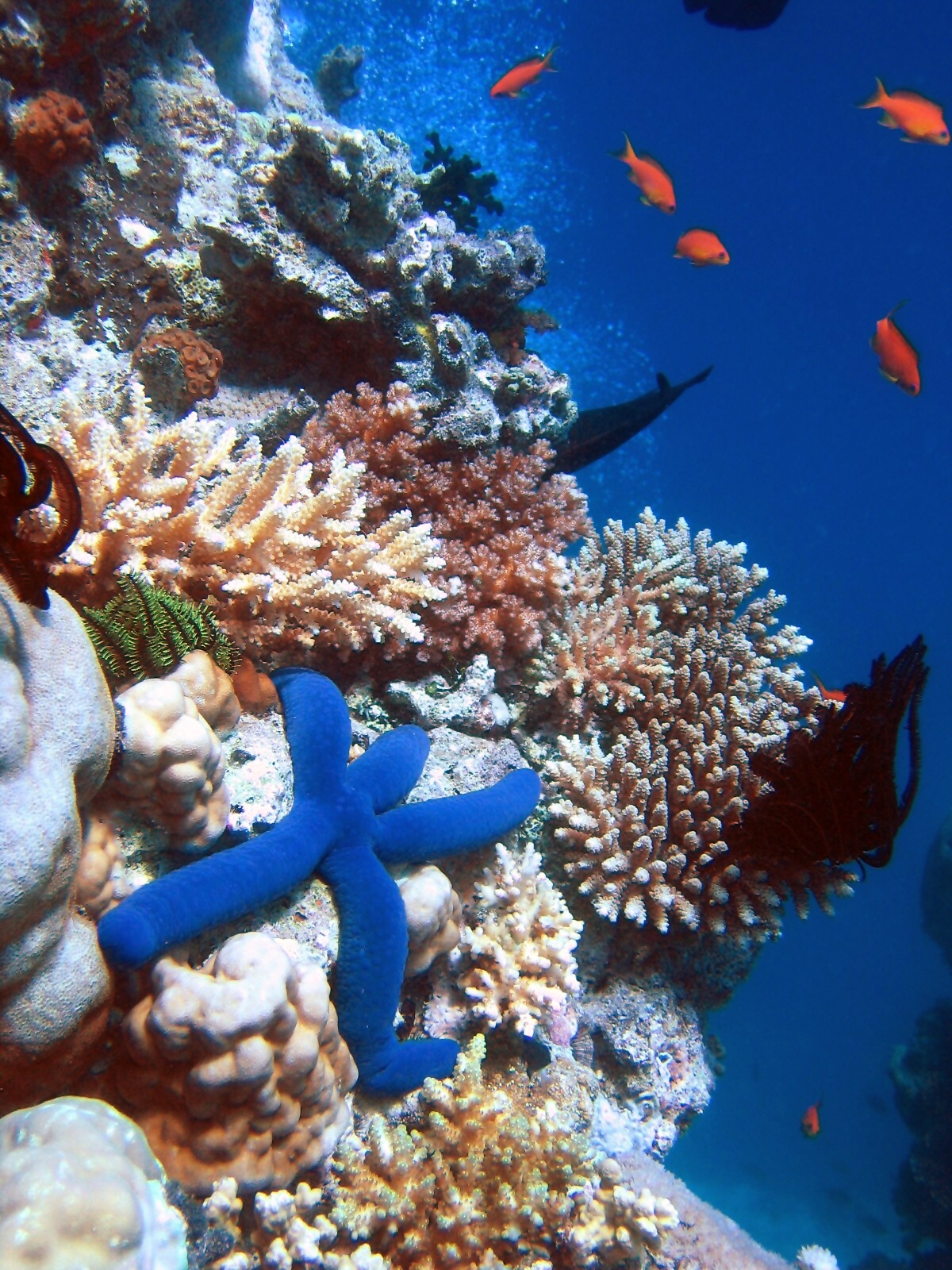
Korallenstock mit einem Blauen Seestern (Linckia laevigata)

Der Ursprung des Great Barrier Reefs liegt rund 600.000 Jahre zurück. Es ist insgesamt betrachtet kein geschlossenes Riffsystem, sondern setzt sich aus einer Vielzahl verschiedener Typen von Einzelriffen mit unterschiedlicher Entstehungsgeschichte zusammen.
Der nördliche – von der Torres-Straße bis ungefähr Cooktown reichende – Abschnitt des Great Barrier Reef entstand erst, nachdem sich die Nordspitze Australiens im Zuge der Kontinentalverschiebungen vor etwa 15 Millionen Jahren in tropische Breitengrade vorschob. Erst die dort vorherrschenden Bedingungen und die höhere Wassertemperatur ermöglichten die Ansiedlung von riffbildenden Steinkorallen-Polypen auf dem nahe der Küste gelegenen Kontinentalsockel.
Die Riffbildung durch die kalkabsondernden Steinkorallen war jedoch kein kontinuierlicher Prozess. Als Folge der Eiszeiten und des damit verbundenen Absinkens des Meeresspiegels trockneten die besiedelten Gebiete mehrfach aus und die lebenden Korallenpolypen starben ab. Zurück blieben jeweils Erhebungen durch Küstenkalksteine, die im Laufe der Zeit durch Sedimentation entstanden waren. Während der ebenso regelmäßig wiederkehrenden Überflutungen – verursacht durch die auf jede Eiszeit folgenden Eisschmelzen – siedelten sich die Korallen auf dem verbliebenen Sedimentgestein immer wieder erneut an und schufen weitere Kalkberge, die der Nachfolgegeneration jeweils als Fundament dienten.
Durch diese Prozesse entstand im Laufe der Zeit im nördlichen Teil des Riffs ein relativ zusammenhängendes Gebilde von Korallenriffen, das im Wesentlichen aus Riffen des Typs Barriere-Riff besteht. Durch die fortwährende Meeresboden-Absenkung bzw. den Meeresspiegelanstieg wächst diese Riffbarriere auf dem Kontinentalsockel seewärts. Zur Küstenseite ist das Riff durch eine breite und zwischen 50 und 100 Meter tiefe, mit kleineren Riffen und Korallenbänken durchzogene Lagune vom Festland getrennt. Auf der vom Festland abgewandten Seite – dem Outer Reef – fällt das Barriereriff, bzw. der Kontinentalabhang, an dem das Riff liegt, teilweise bis in 2000 Meter Tiefe zum Meeresboden hin steil ab.
Die mittleren und südlichen Teile des Riffs sind später entstanden. Die einzelnen Barriereriffe sind dort in wesentlich weniger kompakten Formationen angeordnet. In diesem Abschnitt des Riffs haben sich vermehrt Saum-Riffe (engl.: fringing reef) gebildet, die den Barriereriffen sehr ähnlich sind und sich ebenfalls überwiegend seewärts ausbreiten. Sie wachsen aber nicht am Rand des Kontinentalsockels, sondern in direkter Küstennähe und haben zum Festland hin meist nur eine wenige Meter tiefe Lagune, die durch Erosion entstanden ist.
Große Gebiete des Riffs gehörten früher zum Festland und wurden ebenfalls durch den steigenden Meereswasserspiegel überflutet. So sind auch die meisten zum Riff gehörenden Inseln die Spitzen versunkener Berge. Sie stammen von einem Küstengebirge, welches während der letzten Eiszeit vom Festland abgetrennt wurde. Sie bestehen im Gegensatz zu echten Koralleninseln aus festem Gestein und sind meist von einem schmalen Saumriff umgeben, welches unmittelbar an deren Ufer wächst.
Auf den ebenen Anhöhen der versunkenen Gebiete – die nun ebenfalls dem Kontinentalsockel zugerechnet werden – haben sich Plattform-Riffe (engl. platform reef) unterschiedlicher Größe gebildet. Sie sind auf jenen Flächen entstanden, wo der Meeresboden so weit an den Meeresspiegel heranreichte, dass der Lichteinfall stark genug war, um eine Ansiedlung von Korallen zu ermöglichen. Einige Plattformriffe erreichen inzwischen einen Durchmesser von bis zu 15 Kilometern.
Die sichtbaren Teile der farbenprächtigen Korallenriffe stammen aus der letzten Kaltzeit, die etwa 10.000 Jahre zurückliegt. Von diesem Zeitpunkt an konnten sich die unterschiedlichen Korallenarten wieder auf den verbliebenen Kalksteinen ansiedeln und zum einzigartig vielfältigen Lebensraum unzähliger Tierarten und Pflanzen werden. Auch in der Zukunft wird das Riff sowohl sein Aussehen als auch seine Ausdehnung verändern.

## Ökologie

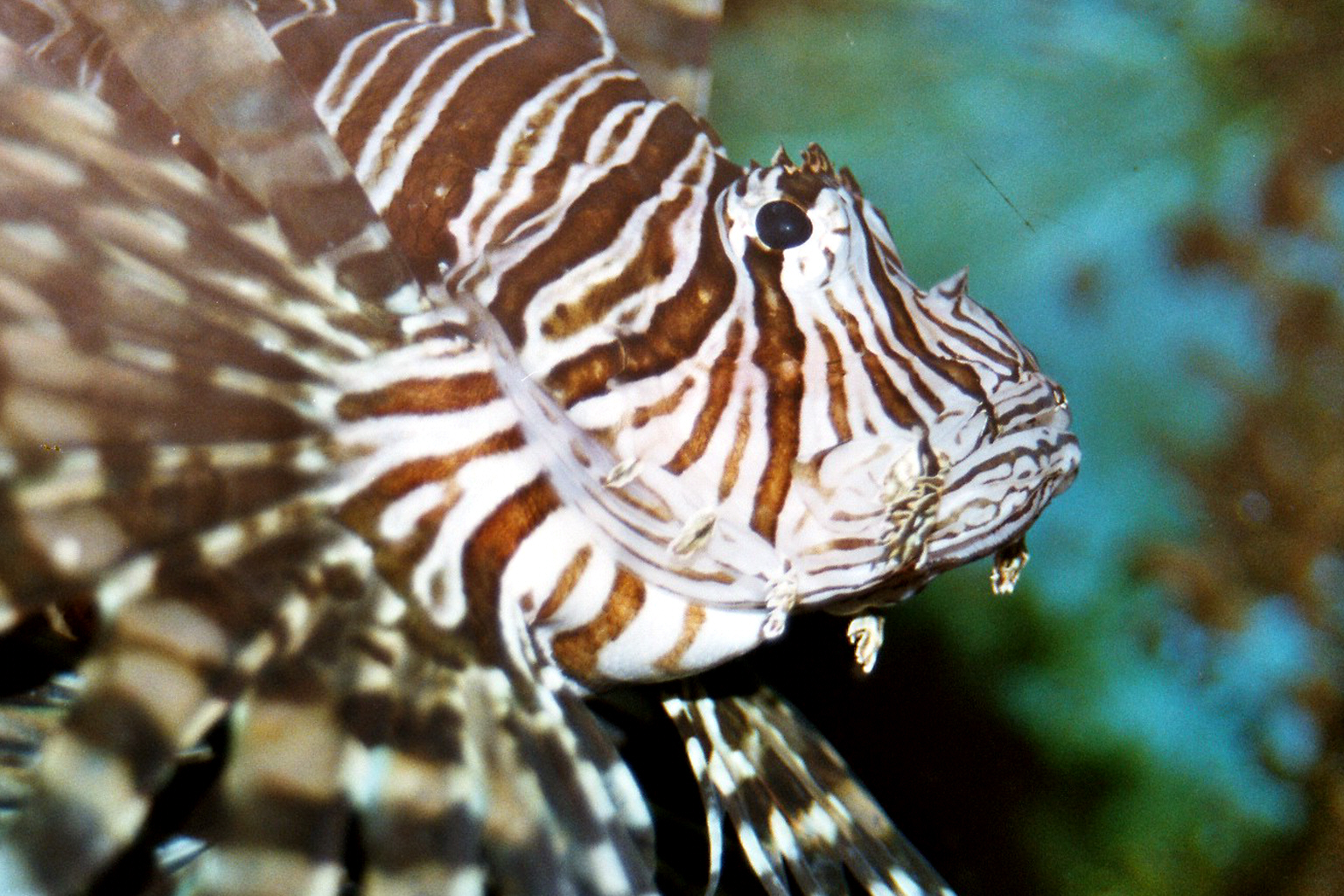
Antennen-Feuerfisch aus der Familie der Skorpionfische – einer der Riffbewohner

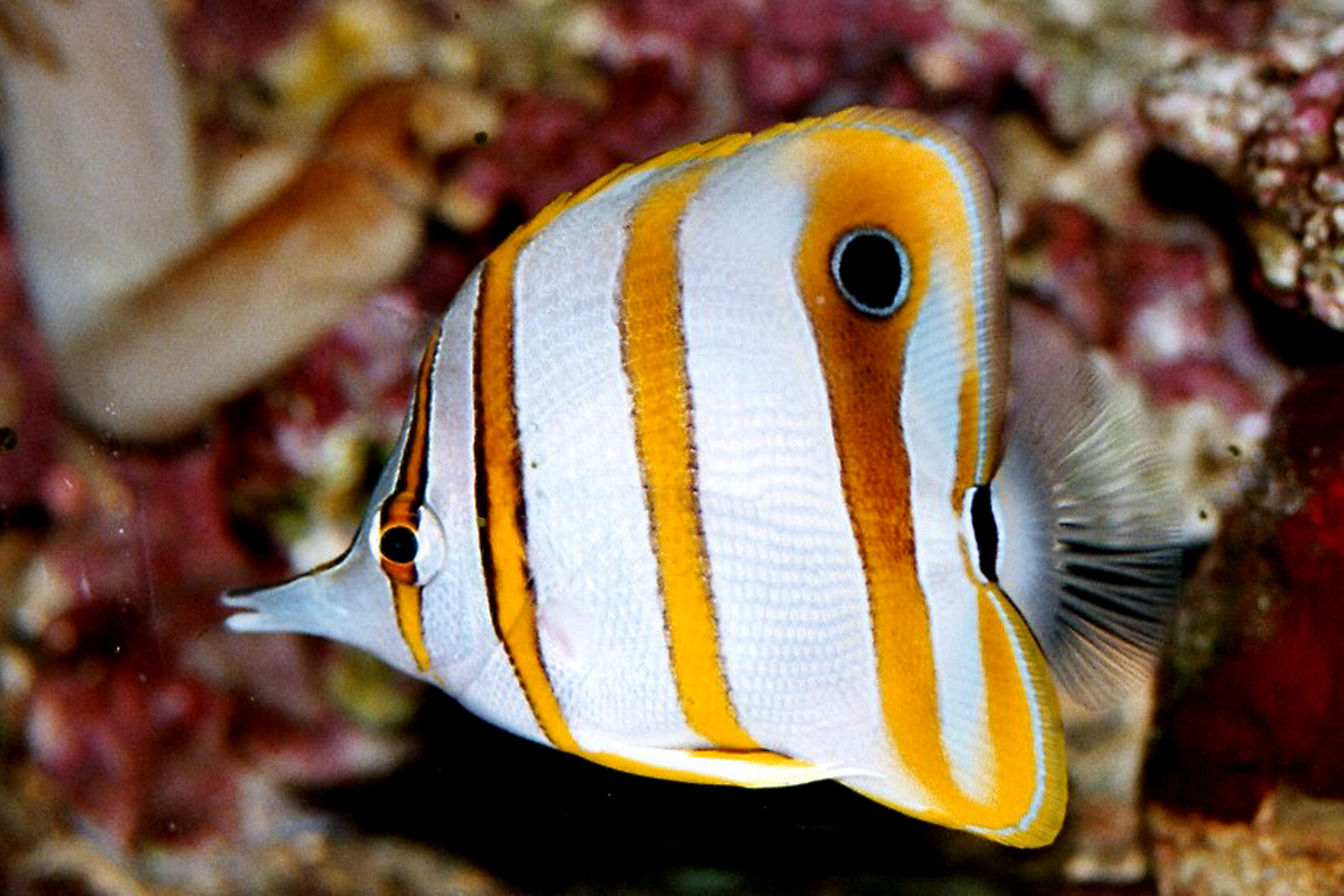
Der Kupferstreifen-Pinzettfisch aus der Familie der Falterfische ist in seichten Lagunen mit dichtem Korallenbewuchs zu finden.

In den AIMS-Erhebungen wird der Zustand des Riffs u. a. als prozentuale Hartkorallenbedeckung ausgewiesen – ein weltweit verwendeter Indikator, der robuste Aussagen zur Riffgesundheit erlaubt. Die 2024/25-Ergebnisse zeigen, dass 77 der 124 untersuchten Riffe zwischen 10 % und 30 % Hartkorallenbedeckung aufwiesen; nur zwei Riffe lagen unter 10 %.

### Flora und Fauna
Das Great Barrier Reef bildet mit seinen 359 Steinkorallenarten die größte von Lebewesen geschaffene Struktur auf der Erde. Es bietet Lebensraum für eine Vielzahl von weiteren Arten; unter anderem sind dort 80 Arten von Weichkorallen und Seefedern, über 1500 Fischarten, 1500 Schwammarten, 5000 Arten von Weichtieren, 800 Arten von Stachelhäutern wie zum Beispiel Seesternen, 500 verschiedene Arten von Seetang und 215 Vogelarten heimisch.
Man findet im Great Barrier Reef sechs von insgesamt sieben weltweit vorkommenden Arten von Meeresschildkröten. Darunter sind auch die vom Aussterben bedrohten unechten Karettschildkröten und die Grüne Meeresschildkröte, die das Riff zur Eiablage nutzen. Ebenfalls vom Aussterben bedroht sind die dort lebenden Dugongs (Seekühe). Ferner nutzen – neben weiteren dort vorkommenden Walarten – die nahe der Antarktis lebenden Buckelwale die warmen Gewässer zum Gebären ihrer Jungen.
Die zackigen und verästelten Korallenstöcke bieten Schnecken und seltenen Muscheln wie zum Beispiel Arthritica-Arten oder Stachelschnecken wie etwa Murex pecten ideale Bedingungen.

### Ökosystem
Korallenriffe sind sehr empfindliche Ökosysteme. Jede Veränderung kann unvorhersehbare Schäden verursachen.
Korallen können nur in einem klaren, sonnendurchfluteten Gewässer mit sehr eingeschränktem Temperaturbereich, etwa zwischen 18 und 30 Grad Celsius, gedeihen und überleben. Eine Erhöhung der Wassertemperatur führt zum Abstoßen und anschließenden Absterben der Zooxanthellen, dem lebensnotwendigen Algenbewuchs der Korallen. Da diese Algen neben der symbiotischen Versorgung mit Nährstoffen auch für die Farbgebung der Koralle zuständig sind, verbleicht der Korallenstock, und das weiße Kalkgerüst wird sichtbar. Hält dieser Zustand über längere Zeit an, weil die Algen aufgrund konstanter Wassererwärmung nicht nachwachsen können, sterben die Korallen an Nährstoffmangel.
Alarmiert wurde die Weltöffentlichkeit, als am 3. April 2010 der chinesische Massengutfrachter MS Shen Neng 1 mit einer Ladung von 65.000 Tonnen Kohle und 950 Tonnen Öl an Bord am Great Barrier Reef auf Grund lief. Am 4. April 2010 traten vier Tonnen Öl aus, die jedoch mit einer Chemikalie zersetzt werden konnten. Obwohl verhindert werden konnte, dass eine Ölpest das Ökosystem in Mitleidenschaft zog, wurde durch das Auflaufen des Schiffes ein kleiner Bereich des Riffs zerstört. Pressemeldungen zufolge wurden 250 mal 100 Meter bis 3 Kilometer mal 250 Meter zerstört.

### Fortpflanzung der Korallen

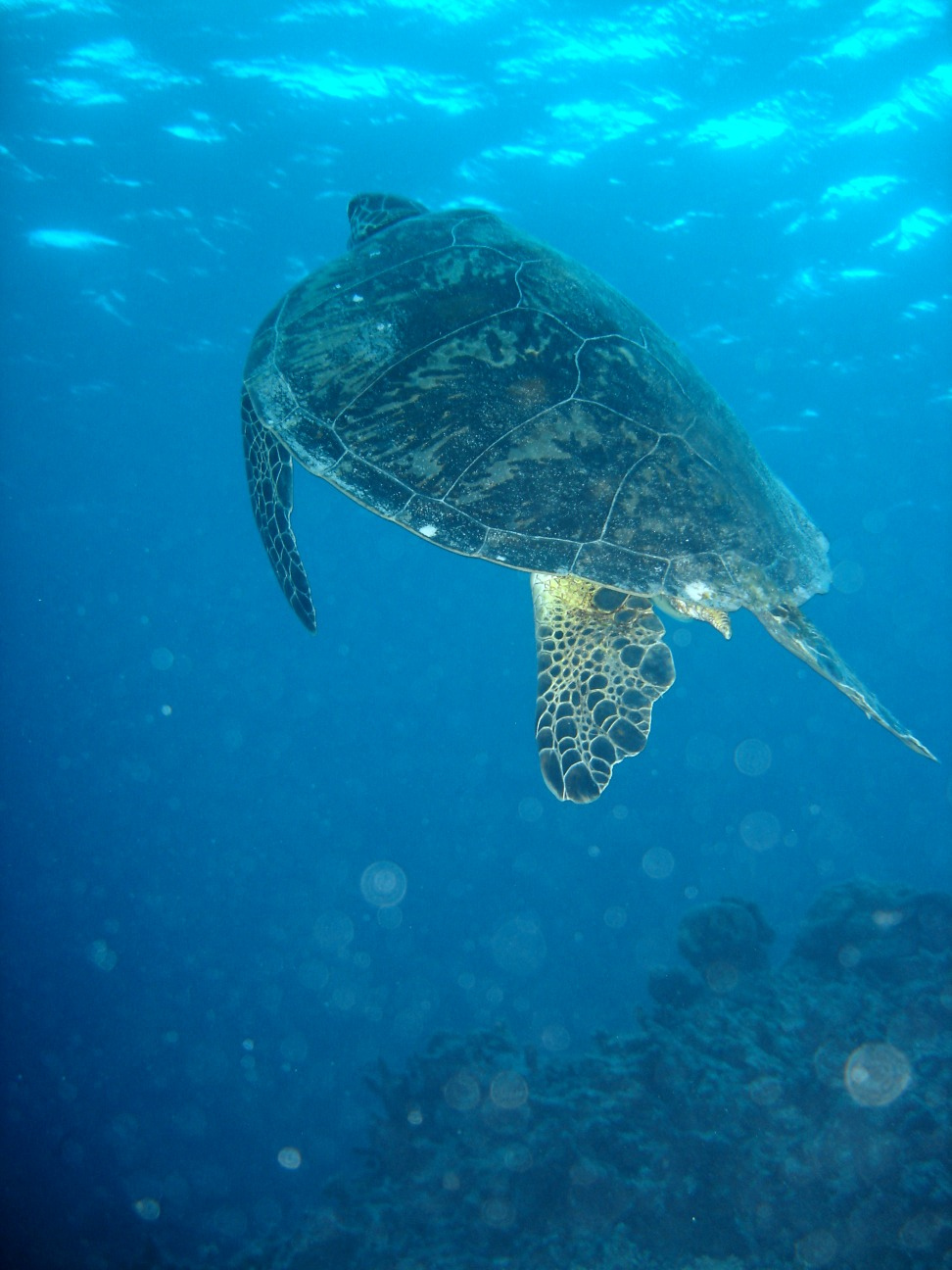
Suppenschildkröte (Chelonia mydas)

Ein besonderes Ereignis stellt die jährliche farbenprächtige Korallenblüte dar, die der Vermehrung der Korallen dient. Diese findet am Great Barrier Reef während des australischen Frühjahrs im November statt und richtet sich nach einem von der Natur streng vorgegebenen Zeitplan. Die den Zeitpunkt beeinflussenden Faktoren sind die Wassertemperatur von etwa 27 °C, die Tageslänge und die Mondphase. Nur ein minutiös aufeinander abgestimmter Ausstoß der Eizellen und Samen in großer Menge gewährleistet unter den durch Fressfeinde und starke Meeresströmungen verursachten schwierigen Bedingungen eine erfolgreiche Fortpflanzung der Tiere.

## Tourismus
Im Jahr 2018 zählte die Nationalparkverwaltung 2,26 Millionen Touristentage. 2003 gaben die Touristen über vier Milliarden australische Dollar aus. Entsprechend wichtig ist der maritime Tourismus für das nördliche Queensland. Es gibt etwa 820 Anbieter von Fahrten zum Riff, die ungefähr 1500 Boote, Hubschrauber und Kleinflugzeuge für Touren zum Riff bereitstellen. Sie operieren von den Küstenstädten aus, wobei sich 85 Prozent des Tourismus auf die beiden Städte Cairns und Airlie Beach konzentrieren. Insgesamt trägt das Riff zu ca. 70.000 Arbeitsplätzen und einer direkten Wirtschaftsleistung von über 3 Milliarden Euro bei.
In den Städten bieten die Unternehmen Ausflüge an, von Tagestouren bis zu mehrwöchigen Segeltörns. Die Fahrzeuggröße reicht von kleinen Segelbooten bis hin zu großen Katamaranen mit über 400 Plätzen. Ungefähr 40 Prozent des Tourismusgeschäfts liegen dabei in den Händen der zehn größten Anbieter.
Trockenen Fußes kann man das Riff sowohl durch eine Fahrt mit einem Glasbodenboot oder einem Halb-U-Boot bestaunen als auch durch einen Besuch eines der unzähligen Unterwasserobservatorien. Die am meisten nachgefragte Art des Rifferlebnisses ist allerdings das Schnorcheln oder Tauchen.
Ideale Reviere zum Tauchen und Schnorcheln liegen am äußeren Gürtel des Riffs, dem Outer Barrier. Begünstigt durch die Nähe zum offenen Meer ist die Sichtweite unter Wasser erhöht, da sich weniger Sedimente im Wasser ablagern können. Eigens für den Massentourismus und Tauchanfänger wurden Pontons im Außenriff fest verankert, die mit Schiffen angefahren werden. Oftmals sind die umgebenden Gebiete mit Netzen abgegrenzt, um Taucher und Schnorchler vor Angriffen von Riff-Haien zu schützen. Erfahrene Taucher benutzen Tauchsafari-Boote, die meist von Cairns oder Port Douglas auslaufen, um an entlegenen Tauchplätzen im Riff zu tauchen.
1988 wurde in der Lagune des John Brewer Reef nordöstlich von Townsville ein auf einem Ponton erbautes schwimmendes Hotel eröffnet, das Four Seasons Great Barrier Reef Resort. Nach gut einem Jahr musste es wegen finanzieller Probleme den Betrieb jedoch wieder einstellen und wurde verkauft.

## Welterbe und Schutzmaßnahmen
Für den Schutz des Great Barrier Reefs vor Ölbohrungen und Unterwasserbergbau entwickelte sich Anfang der 1970. Jahre in Australien eine breite öffentliche Bewegung. Dies führte 1975 zur Schaffung des Great Barrier Reef Marine Parks auf einer Fläche von 343.966 km²
Aufgrund der Dimension ist der Marine Naturpark zur besseren Unterscheidung in mehrere Sektionen (Abschnitte) aufgeteilt. Diese lauten von Nord nach Süd:
- Far Northern Section
- Northern Section
- Cairns Section (auch Tropical Northern)
- Central Section (auch Whitsunday Section)
- Southern Section (auch Mackay Capricorn Reefs).

Am 26. Oktober 1981 wurde das Riffsystem von der UNESCO zum Weltnaturerbe erklärt. Es erfüllt alle vier der damaligen Kriterien.
Schutzmaßnahmen sind aufgrund der vielfältigen Ursachen nur zum Teil kurzfristig umsetzbar. Ein Großteil der vom Menschen verursachten Umweltbelastungen rühren von der Umgestaltung der ursprünglichen Naturregion der Kap-York-Halbinsel her. Zum einen betrifft dies den hohen Nähr- und Schwebstoffeintrag durch die intensive Landwirtschaft im Hinterland der Küstenregion, zum anderen durch den Bau von Siedlungen und deren dazugehörigen Infrastruktur, wie Straßen, Häfen oder Industrieanlagen. Allgemein geht man heute von rund 14 Mio. Tonnen Erdreich aus die jährlich im Hinterland erodieren, was einer fünfmal höheren natürlichen Erosionsrate entspricht und über die zahlreichen Flusssysteme, wie dem Fitzroy-River, in das Meer eingetragen werden. Von den landwirtschaftlichen Anbauflächen gelangen auf diesen Weg jedes Jahr rund 66.000 Tonnen Stickstoff-, 14.000 Tonnen an Phosphorverbindungen und rund 28 Tonnen an Herbiziden in die Meeresregion des Great Barrier Reefs.
Diese zusätzlichen abiotischen Umweltstressfaktoren führen zur Schwächung der Widerstandskraft der Korallen und zusammen mit anderen Umweltstressfaktoren zum Ausbruch der sogenannten Korallenkrankheit. Die Korallenkrankheit war zwischen 1995 und 2009 für rund 6,5 Prozent aller abgestorbenen Korallen verantwortlich. Ein Schwerpunkt des Managements bleibt die Bekämpfung des Dornenkronenseesterns (COTS): 2025 wurden auf den Zentral-GBR-Riffen dank Kontrollprogrammen keine potenziellen, etablierten oder schweren Ausbrüche festgestellt, während im Süden weiterhin einzelne Ausbrüche (bis hin zu einem schweren Ausbruch bei One Tree Island) beobachtet wurden.
Weitere Schadstoffe gelangen infolge der vermehrten Bebauung einiger Inseln und der touristischen Nutzung des Riffs ins Meerwasser. Summiert setzen Treibstoffe und Ankerwürfe von Booten, Sonnenöl von Schnorchlern und das Sammeln von Souvenirs dem Ökosystem ebenso zu wie unbedachte Taucher, die die Empfindlichkeit des Riffs und damit ihre zerstörerische Wirkung nicht erkennen. Auch die Erwägung, in dem rund 200.000 km² großen Gebiet nach Erdöl zu bohren, bedroht das Riff. Gegen Überfischung und die Zerstörung der Riffe durch Schleppnetze wurden bereits Maßnahmen ergriffen. Doch trotz der Verbote wird es Jahre dauern, bis sich das aus dem Gleichgewicht geratene Ökosystem wieder erholt hat.
Zum Schutz des Welterbes wurde ein umfangreicher, auf 25 Jahre angelegter Strategieplan ausgearbeitet mit dem Ziel, das gefährdete Ökosystem intensiv zu erforschen und wieder ins Gleichgewicht zu bringen – auch, oder gerade weil das Great Barrier Reef im Gegensatz zu vielen anderen Korallenriffen, die abzusterben drohen, noch in einem verhältnismäßig guten Zustand ist. Das Wrack des am 23. März 1911 gesunkenen Passagierschiffs Yongala, 1958 wiederentdeckt, ist bei Tauchern sehr beliebt und ein wertvolles Schutzgebiet. Gleiches gilt für die Wracks der Gothenburg, der Quetta und zahlreiche andere. Damals wurde schon eine erste aufwendige Bestandserfassung vorgenommen, deren Daten besonders wertvoll geworden sind, weil sie Langzeitergebnisse ermöglichen.
Das Welterbe-Komitee reagierte kritisch auf Pläne, die australischen Küsten hinter dem Riff ökonomisch auszubauen. Insbesondere der geplante Hafen von Abbot Point für den Export von Kohle und Flüssigerdgas stieß auf Bedenken. 2014 äußerte das Komitee seine Sorge, vertagte aber eine Entscheidung, das Riff auf die Liste des gefährdeten Welterbes zu setzen, um ein Jahr. Bis 2015 sollte die australische Regierung daraufhin weitere Daten über die Planungen und die Maßnahmen zum Schutz des Riffs vorlegen. 2016 publizierte die UNESCO einen Bericht zur Bedrohungslage verschiedener Weltkulturstätten durch die globale Erwärmung. Auf Intervention der australischen Regierung, die Einbußen beim Tourismus befürchtete, wurden alle Passagen zu australischen Stätten aus dem Bericht entfernt, darunter auch die zum Great Barrier Reef. Diese als Zensur wahrgenommene Kürzung fand erhebliche öffentliche Aufmerksamkeit und löste starke Kritik an der australischen Regierung als auch der UNESCO aus.
Seit einigen Jahren diskutiert die UNESCO, das Riff auf die Liste der gefährdeten Weltkulturerbe zu setzen.

## Schäden und Gefährdung
Die Existenz des Great Barrier Reefs sowie seiner großen Biodiversität ist durch den anthropogenen Treibhauseffekt sowie die dadurch einhergehende Veränderung der Gewässerchemie der Ozeane erheblich bedroht: Zwischen 1985 und 2012 ging die Korallenbedeckung von 28 auf 13,8 Prozent zurück; ein weiterer Rückgang auf fünf bis zehn Prozent binnen zehn Jahren gilt infolge des Treibhausgasausstoßes als wahrscheinlich. Wenn Korallenriffe wie das Great Barrier Reef auch in Zukunft weiter existieren sollen, sind sehr schnell wirksame Klimaschutzmaßnahmen für eine rasche Bekämpfung der globalen Erwärmung notwendig.
Ende August 2019 stufte Australien die Perspektive des Great Barrier Reefs auf das niedrigste Niveau zurück – von „schlecht“ auf „sehr schlecht“.
2022 haben Forscher allerdings das stärkste Korallenwachstum seit 36 Jahren festgestellt. Dieses Wachstum liegt vorwiegend an der empfindlichen Steinkorallengattung Acropora und kann daher schnell wieder aufhören.

### Globale Erwärmung (Korallenbleichen)

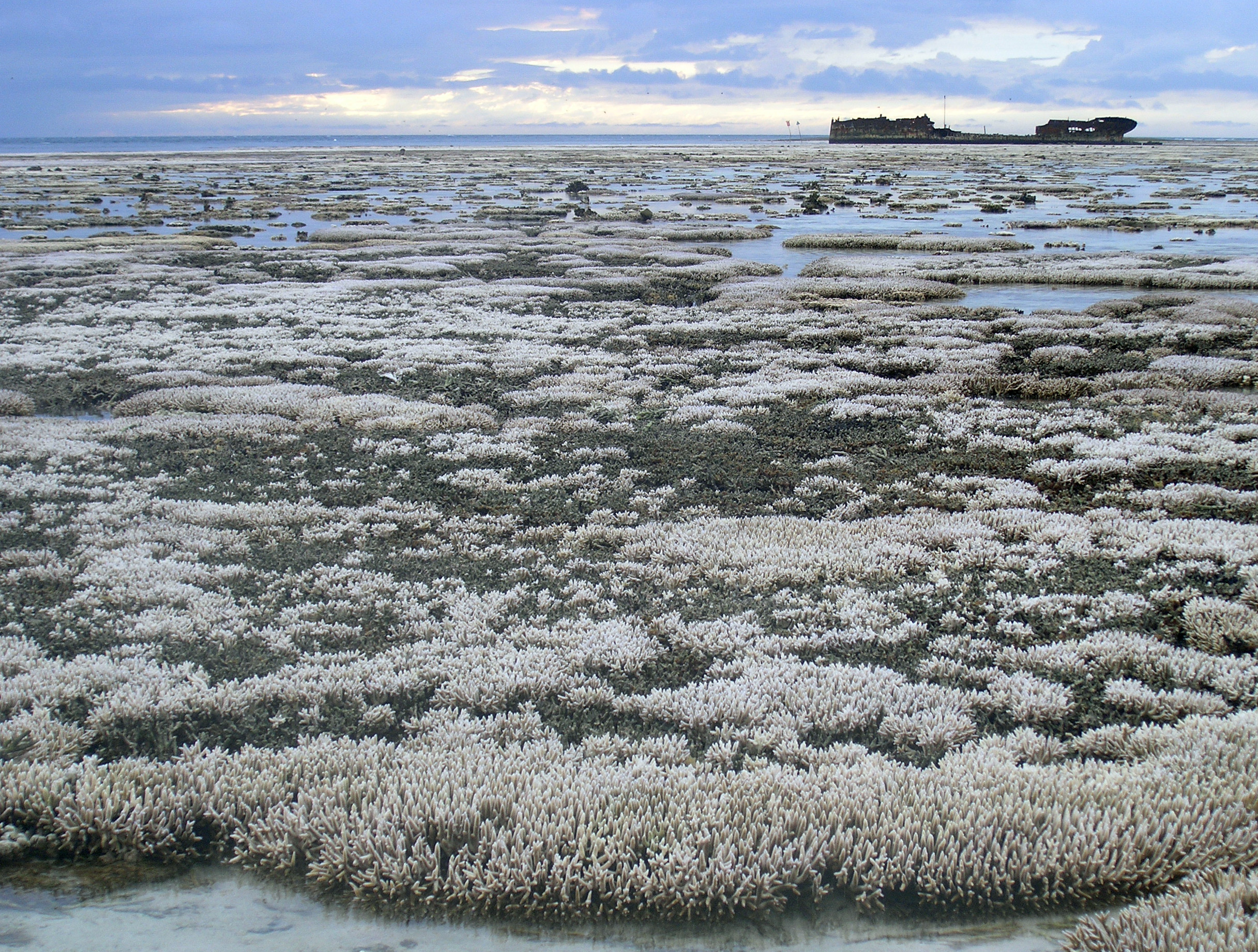
Massenbleiche von Korallen

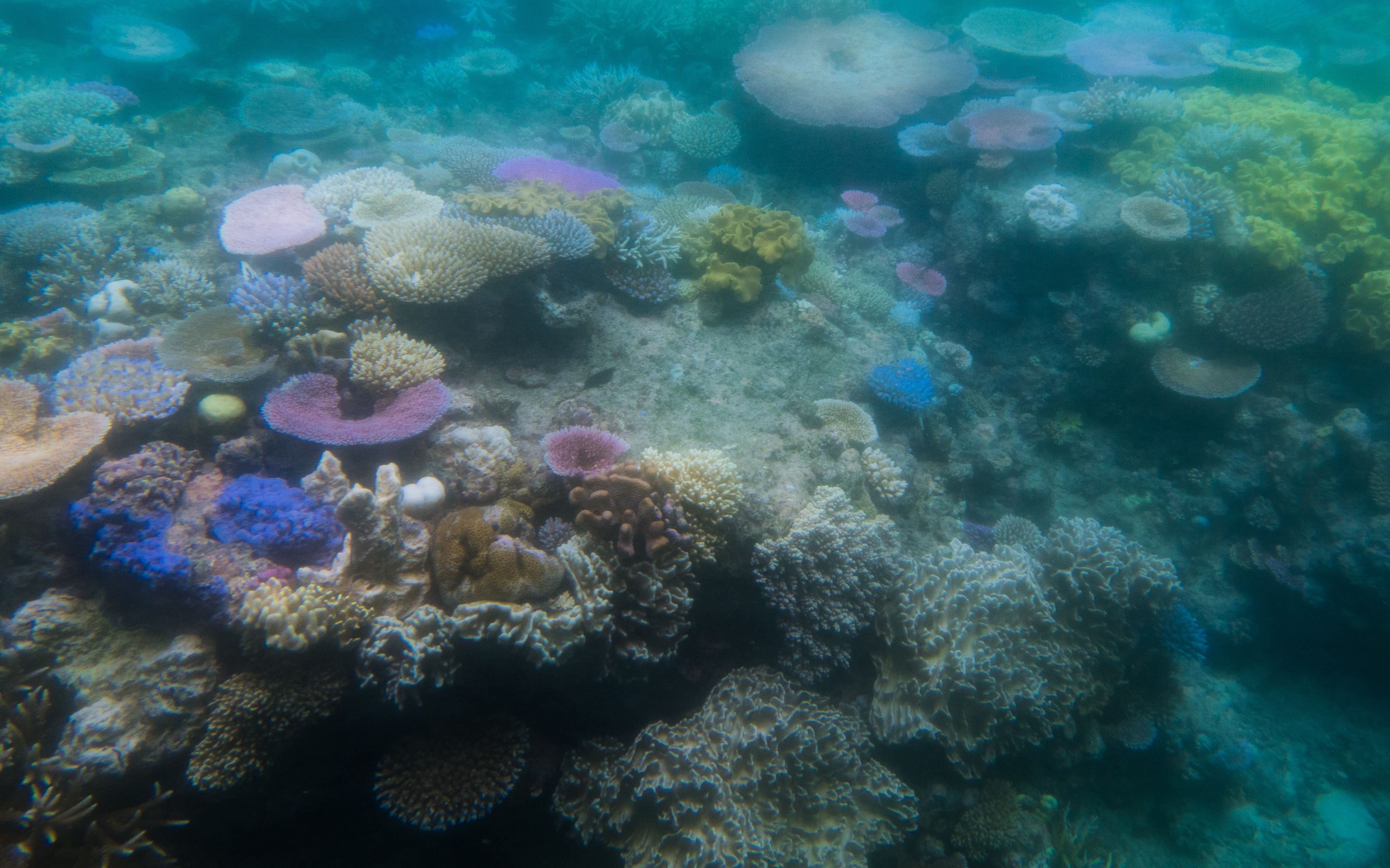
Teilweise ausgeblichene Korallen

Durch die steigenden Ozeantemperaturen infolge der menschengemachten globalen Erwärmung erlebte das Great Barrier Reef 1998, 2002, 2016, 2017, 2020 und 2022 insgesamt sechs großflächige Korallenbleichen. Zwischen 1985 und 2012 verlor das Riff die Hälfte seiner Korallen. Im Jahr 2020 wurde eine Studie mit ähnlichen Ergebnissen veröffentlicht. Bereits 2002 waren 60 bis 95 Prozent des Riffs geschädigt. Der Großteil konnte sich wieder erholen – 5 % des Riffs wurden jedoch in so gravierender Weise zerstört, dass es mehrere Jahre bis Jahrzehnte dauern wird, bis sich das Riff von den Schäden wieder vollständig erholt hat. Seither kamen mit 2024 und 2025 zwei weitere großflächige Bleichen hinzu; die Bleiche 2023/24 erreichte die bisher größte räumliche Ausdehnung und Schwere, und 2025 folgte – vor allem im Norden – die sechste GBR-Bleiche seit 2016. Besonders betroffen waren schnell wachsende Acropora-Korallen, die zwar Erholung beschleunigen, aber bei Hitzestress zuerst ausfallen. AIMS berichtete 2025, dass die Hartkorallenbedeckung 2024/25 in allen drei Regionen zurückging (Nord −24,8 % relativ zu 2024; Zentrum −13,9 %; Süd −30,6 %); in Nord und Süd handelte es sich um die größten jährlichen Rückgänge seit Beginn der Überwachung. Parallel dazu erlebten Westaustraliens Riffe – darunter vormals selten betroffene Gebiete wie Rowley Shoals, North Kimberley und Ningaloo – die schwerste Bleiche seit Beginn der Aufzeichnungen; damit verfärbten sich 2024/25 erstmals beide großen australischen Riffsysteme im selben Jahr großflächig weiß.
Ein weiteres durch die Erderwärmung verursachtes Problem sind Zyklone, die in ihrer Intensität zugenommen haben, und mit ihren Wellen große Bereiche zerstören können. Die Versauerung der Meere durch Aufnahme von Kohlenstoffdioxid hat nachweislich die Wachstumsrate der Steinkorallen reduziert.
Laut einem Bericht der James Cook Universität vom Mai 2016 sind infolge der Korallenbleiche 2016 bereits 35 % der Korallen des Great Barrier Reef fast oder ganz abgestorben. Auch 2017 kam es wieder zu einer Korallenbleiche, dieses Mal vor allem im Mittelteil. Es war das erste Mal, dass zwei Korallenbleichen direkt in zwei aufeinanderfolgenden Jahren auftraten, darüber hinaus wurde die Bleiche des Jahres 2017 nicht durch einen El Niño verursacht. Bei den beiden Bleichen 2016 und 2017 starben rund die Hälfte der zu diesem Zeitpunkt noch vorhandenen Korallen des Riffes ab. 2018 wurde – im Vergleich zu Jahren mit normalem Wachstum – ein Rückgang der Korallenlarven um 89 Prozent festgestellt. Im australischen Sommer 2019/20 kam es erneut zu einer sehr umfangreichen Bleiche, bei der nun auch die südlichen Teile des Riffs betroffen waren, die bei den vorherigen Bleichen verschont geblieben waren. Insgesamt traten damit binnen fünf Jahren gleich großflächige Korallenbleichen im Great Barrier Reef auf.
Im April 2020 wurde über die ausgedehnteste Bleiche der letzten fünf Jahre im Great Barrier Reef berichtet. Innerhalb von 5 Jahren ist es damit zu einer dritten Massenkorallenbleiche gekommen und erstmals waren alle drei Regionen des Reefs betroffen.
Im australischen Sommer 2021/22 kam es zu einer weiteren Korallenbleiche, von der 91 % aller Riffe betroffen waren.
Auch 2024 kam es angesichts sehr hoher Meerestemperaturen (vgl. Temperaturanomalien im Jahr 2024) infolge globaler Erwärmung, die durch einen El Nino noch verstärkt wurden, zu einer weiteren Massenbleiche, der fünften in acht Jahren. Betroffen war dabei das gesamte Riff.
Der Weltklimarat IPCC kam 2018 in seinem Sonderbericht 1,5 °C globale Erwärmung zu dem Ergebnis, dass bei einer Erderwärmung von 1,5 °C etwa 70–90 % aller 2018 weltweit noch vorhandenen Korallenriffe verschwinden werden. Bei einer Erwärmung von 2 °C gegenüber der vorindustriellen Zeit sei sogar mit mehr als 99 % zu rechnen.

### Gefährdung durch die Kohleindustrie
Die konservative australische Regierung unter Tony Abbott hat im Dezember 2013 den Ausbau des Kohlehafens Abbot Point am Great Barrier Reef zum größten Kohlehafen der Welt genehmigt. Zu diesem Zweck sollen drei Millionen Kubikmeter Schlamm durch ein Unternehmen der Adani Group abgebaggert und im Meer entsorgt werden. Umweltschützer befürchten massive Schäden durch den Schlamm im Riff. Über den Hafen sollen Kohlevorkommen aus dem Galilee-Becken in Queensland (Steinkohlebergwerk Carmichael) mit einem geschätzten Marktwert von 28 Milliarden US-Dollar erschlossen werden. Die Deutsche Bank gab auf ihrer Hauptversammlung im Mai 2014 bekannt, dass sie die Absicht fallengelassen habe, sich an der Finanzierung des Hafens zu beteiligen. Die KfW-Bank fördert den Export deutscher Technologie zum Ausbau eines anderen Hafens (Kohlehafen Wiggins Island) mit insgesamt 110 Millionen Euro.
Über Jahrzehnte war das Abkippen von Baggergut im Meer die Norm. Erst im November 2015 erließ das Parlament von Queensland ein entsprechendes Verbot im gesamten Gebiet des Great Barrier Reef, um die zerstörerische Praxis zu beenden. Dennoch bestritt im Mai 2016 der australische Umweltminister Greg Hunt, dass die Kohleförderung und -Verfeuerung eine „signifikante“ Auswirkung auf den Klimawandel und die nationalen Ökosysteme haben.

### Natürliche Faktoren
Ein natürlicher, auch zerstörerischer Feind ist der giftige Dornenkronenseestern. Er tritt in zeitlichen Abständen massiv auf und verschwindet dann wieder. Sein noch unerforschtes Auftreten hinterlässt komplett abgestorbene Riffsektionen, da er die lebenden Korallenpolypen aus ihren schützenden Kalkgehäusen saugt und auffrisst.
Die Gefährdung des Riffs durch den Dornenkronenseestern ist in den letzten 50 Jahren drastisch gestiegen, vermutlich, weil Düngemittel, die durch den Regen in die Flüsse und von dort in die Meere geschwemmt werden, zu seiner Vermehrung beitragen, da sich die Larven der Dornenkronen von Algen ernähren, deren Wachstum durch die eingeschwemmten Nährstoffe gefördert wird. Gleichzeitig nimmt durch die Überfischung der Weltmeere die Zahl der Fressfeinde von Larven und ausgewachsenen Dornenkronen dramatisch ab.

## Dokumentarfilme
- Great Barrier Reef. (OT: Great Barrier Reef.) Folge 1: Naturwunder der Superlative. Dokumentarfilm, Großbritannien, Australien, 2011, 43 Min., Buch: James Brickell, Richard Fitzpatrick, Regie: James Brickell, Produktion: BBC Earth, Digital Dimensions, Discovery Channel, Nine Network Australia, Polyband, deutsche Erstsendung: 4. Juni 2012 bei ARD, Film-Informationen (Memento vom 11. Februar 2013 im Webarchiv archive.today) von ARD, Vorschau.
- Great Barrier Reef. Folge 2: Vom Riff zum Regenwald. Dokumentarfilm, Großbritannien, Australien, 2011, 43 Min., Buch: James Brickell, Richard Fitzpatrick, Regie: James Brickell, Produktion: BBC Earth, Digital Dimensions, Discovery Channel, Nine Network Australia, deutsche Erstsendung: 11. Juni 2012 bei ARD, Film-Informationen (Memento vom 3. November 2012 im Internet Archive) von ARD.
- Great Barrier Reef. Folge 3: Tierische Besucher aus aller Welt. Dokumentarfilm, Großbritannien, Australien, 2011, 43 Min., Buch: James Brickell, Richard Fitzpatrick, Regie: James Brickell, Produktion: BBC Earth, Digital Dimensions, Discovery Channel, Nine Network Australia, Film-Informationen von BBC Germany.
- Australiens Great Barrier Reef. Dokumentarfilm, Deutschland, 2003, 43 Min., Buch und Regie: Dirk Steffens, Produktion: ds.tv, ZDF, Film-Informationen von Phoenix.
- Australien: Great Barrier Reef in Gefahr. Dokumentation (Weltspiegel-Beitrag), Deutschland, 2014, 11:17 Min., Autor: Norbert Lübbers, Produktion: Bayerisches Fernsehen, Film-Informationen von ARD.